# 대오스트리아 합중국

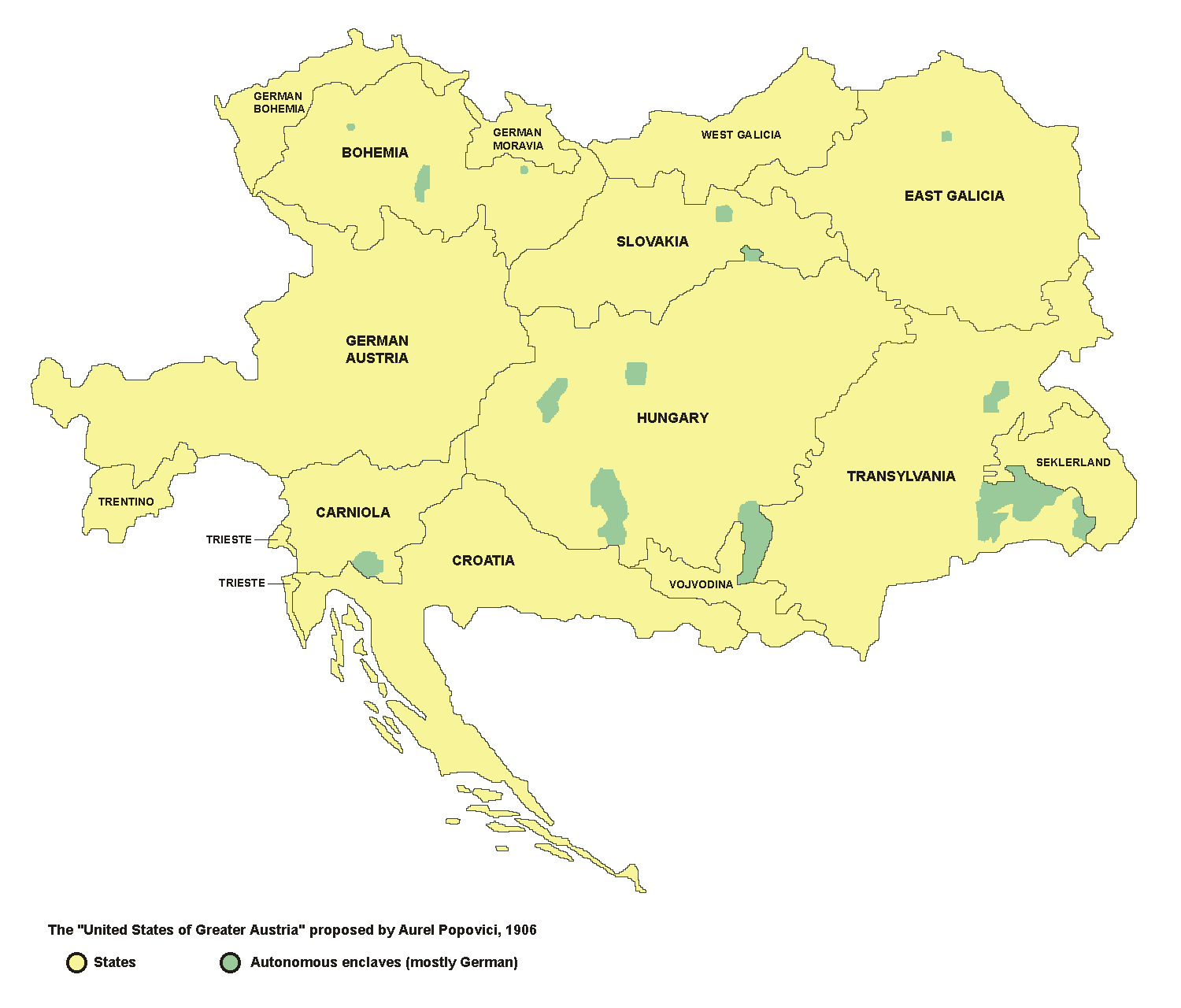
1906년 포포비치가 제안한 대오스트리아 합중국 구상 지도

대오스트리아 합중국(독일어: Vereinigte Staaten von Groß-Österreich 페어아이니히테 슈타텐 폰 그로스외스터라이히[*])은 오스트리아-헝가리 제국의 프란츠 페르디난트 대공이 여러 학자와 함께 구상했던 오스트리아-헝가리 제국 개편안이다. 1906년 아우렐 포포비치가 오스트리아-헝가리 제국의 민족 문제를 해결하기 위한 차원에서 연방제를 도입하자고 제안하면서 거론되었으나, 실현되지 못하였다.

## 개요
20세기 초반 이중 제국 형식을 띤 오스트리아-헝가리 제국은 독일인과 헝가리인(독일인, 헝가리인 인구는 전체 인구의 44%를 차지했음)이 권력을 잡고 있었지만, 체코인, 폴란드인, 슬로바키아인, 루신인, 우크라이나인, 루마니아인, 세르비아인, 슬로베니아인, 크로아티아인, 이탈리아인과 같은 소수 민족은 권력을 잡지 못했다. 특히 크로아티아-슬라보니아 왕국에 거주하고 있던 크로아티아인과 세르비아인은 자치권 행사가 제한되어 있었다. 오스트리아-헝가리 제국은 오스트리아의 귀족과 헝가리의 귀족이 1867년에 있었던 아우스글라이히를 통해 수립된 다민족적인 제국이었지만 빈번한 시위와 폭동, 테러로 인해 불안정했다.
프란츠 페르디난트 대공은 오스트리아-헝가리 제국의 급진적인 개편을 추진했다. 그가 제시한 개편안은 오스트리아-헝가리 제국의 구성국을 민족적, 언어적 구분에 맞춰 분류하고 구성국마다 자치권을 부여하는 형식을 띠고 있었는데 이는 서로 다른 민족이 갖고 있던 권력, 권리의 행사에서 균형을 맞추고 민족적, 언어적 정체성을 부여한다는 특징을 갖고 있었다. 이 계획에 대해 헝가리의 귀족들은 헝가리가 영토를 상실할 우려가 있다며 강하게 반대했다.
1914년 프란츠 페르디난트 대공이 사라예보에서 암살되면서 제1차 세계 대전이 발발했다. 오스트리아-헝가리 제국이 제1차 세계 대전에서 패하면서 소멸한 이후에 등장한 신생 국가 간의 경계선은 대오스트리아 합중국 구상에서 명시된 경계선과 거의 일치한다.

## 포포비치가 제안한 구성국

오스트리아-헝가리 제국의 민족분포도

- 독일계 오스트리아(Deutsch-Österreich): 현재의 오스트리아, 이탈리아에 해당하며 독일인이 다수를 차지하는 지역이다.
- 독일계 보헤미아(Deutsch-Böhmen): 현재의 체코 북서부에 해당하며 독일인이 다수를 차지하는 지역이다.
- 독일계 모라비아(Deutsch-Mähren): 현재의 체코 북동부에 해당하며 독일인이 다수를 차지하는 지역이다.
- 보헤미아(Böhmen): 현재의 체코 중부, 남부에 해당하며 체코인이 다수를 차지하는 지역이다.
- 슬로바키아(Slowakenland): 현재의 슬로바키아에 해당하며 슬로바키아인이 다수를 차지하는 지역이다.
- 서갈리치아(West-Galizien): 현재의 폴란드에 해당하며 폴란드인이 다수를 차지하는 지역이다.
- 동갈리치아(Ost-Galizien): 현재의 폴란드, 우크라이나에 해당하며 우크라이나인이 다수를 차지하는 지역이다.
- 헝가리(Ungarn): 현재의 헝가리, 슬로바키아 남부, 세르비아 북부에 해당하며 헝가리인이 다수를 차지하는 지역이다.
- 세클레를란드(Seklerland): 현재의 루마니아에 해당하며 헝가리인이 다수를 차지하는 지역이다.
- 트란실바니아(Siebenbürgen): 현재의 루마니아, 우크라이나에 해당하며 루마니아인이 다수를 차지하는 지역이다.
- 트렌티노(Trento): 현재의 이탈리아에 해당하며 이탈리아인이 다수를 차지하는 지역이다.
- 트리에스테(Triest): 현재의 이탈리아, 슬로베니아, 크로아티아에 해당하며 이탈리아인, 슬로베니아인이 다수를 차지하는 지역이다.
- 크란스카(Krain): 현재의 슬로베니아에 해당하며 슬로베니아인이 다수를 차지하는 지역이다.
- 크로아티아(Kroatien): 현재의 크로아티아, 세르비아, 몬테네그로에 해당하며 크로아티아인, 세르비아인이 다수를 차지하는 지역이다.
- 보이보디나(Woiwodina): 현재의 세르비아, 크로아티아에 해당하며 세르비아인, 크로아티아인이 다수를 차지하는 지역이다.

## 역사적 관점에서 비판적 평가
포포비치 초안이 현실화되었다면 국가 전체에서 권력 관계의 공정한 분배가 전체적으로 확실히 야기되었을 것이다. 특히 슬로바키아인, 우크라이나인, 루마니아인과 같이 지금까지 정치적 대표가 거의 없었던 민족들이 활기를 찾았을 것이다.
하지만 현실화는 상당한 정치적 반대에 반하여 강요되었을 수 있는데, 몇몇 민족들이 그들의 특권을 잃게 되었을 것이기 때문이다.
- 일단 헝가리인들이 비헝가리 민족들에 대한 지배권을 포기해야 할 텐데, 이는 완전히 자발적으로 이루어지기 어려울 것이고,
- 폴란드인들은 동부 갈리치아의 우크라이나인들에 대한 지금까지의 지배권을 포기해야 했을 것이고,
- 체코인들과 독일인들은 보헤미아, 모라비아, 오스트리아령 슐레지엔에서 그들의 지배지역의 경계선을 합의해야 했을 텐데, 이는 양측 모두에서 최대로 끓어오르던 민족주의적 요구를 고려할 때 존재하기 어려운 일이었을 것이다.
- 모든 관련 민족들은 합중국 구성국의 경계 확정에 대해 타협적 태도를 마련해야 했을 텐데, 종종 도나우의 오스트리아 왕가를 단순히 "민족의 감옥(Völkerkerker)"으로 보기도 했던, 1차 대전 직전 시기의 민족주의로 과열된 논단에서는 성취하기 어려운 일이었을 것이다.
- 완전히 "민족적으로 순수한" 경계설정은 심한 혼합 때문에 가능하지 않았고 많은 인구집단은 다른 언어를 쓰는 국가에서 소수 민족으로서 살아야 했을 것이다.

합하여 볼 때 그런 계획의 현실화는 엄청난 정치적 에너지와 엄청난 정치적 안정성을 요구했었다. 도나우 왕조가 이러한 위기를 어떻게든 버텼다면, 왕조는 안정되었을 것이고 어쩌면 오늘날에도 존재했을 것이다. 개혁은 매번 착수되지 않았고 오스트리아 정부는 계속해서 "임시변통"의 정치에만 의존했는데, 이는 문제를 악화시켰을 뿐 해결하지 못하였다.

## 같이 보기
- 생제르맹 조약
- 트리아농 조약
- 코슈트 러요시
- 아우렐 포포비치
- 밀란 호자
- 카를 레너
- 리하르트 니콜라우스 폰 코우덴호페칼레르기
- 볼프강 쉬셀

## 참고 자료
- Isac, Iulian Nicusor. 《The United States of Greater Austria – a step towards European Union?》 (PDF). 2011년 9월 12일에 원본 문서 (PDF)에서 보존된 문서. 2009년 12월 10일에 확인함.
- Kowalski, Erich (2005). 《Die Pläne zur Reichsreform der Militärkanzlei des Thronfolgers Franz Ferdinand im Spannungsfeld von Trialismus und Föderalismus》 (독일어). 빈: 빈 대학교 대학 도서관.
- 아우렐 포포비치 (1906). 《Die Vereinigten Staaten von Groß-Österreich. Politische Studien zur Lösung der nationalen Fragen und staatrechtlichen Krisen in Österreich-Ungarn》 (독일어). 라이프치히.
- Teslaru-Born, Alina (2005). 《Ideen und Projekte zur Föderalisierung des Habsburgischen Reiches mit besonderer Berücksichtigung Siebenbürgens 1848–1918 (Inauguraldissertation)》 (PDF) (독일어). 프랑크푸르트암마인: 요한 볼프강 괴테 프랑크푸르트암마인 대학교. 2012년 1월 31일에 원본 문서 (PDF)에서 보존된 문서. 2009년 12월 10일에 확인함.